# Zieloni (Portugalia)
Zieloni (port. Partido Ecologista „Os Verdes”, PEV) – portugalska partia polityczna należąca do Europejskiej Partii Zielonych. 
PEV od 1987 jest reprezentowana w Zgromadzeniu Republiki – w każdej dotychczasowej kadencji przez dwóch posłów. Działacze PEV startują w koalicji z Portugalską Partią Komunistyczną w ramach bloku Unitarnej Koalicji Demokratycznej. Tworzą Grupę Parlamentarną Zieloni (Grupo Parlamentar Os Verdes). W latach 1989–1994 Zieloni byli reprezentowani w Parlamencie Europejskim. W wyborach w 2011 partia wsparła kandydata komunistów. 